# Prin-Deyrançon
Pour les articles homonymes, voir Prin et Deyrançon.
Prin-Deyrançon est une commune du centre-ouest de la France située dans le département des Deux-Sèvres en région Nouvelle-Aquitaine.

## Géographie

### Situation géographique
La commune est située à proximité de la route nationale 11 et de l'autoroute A10, à 20 km de Niort, à 4 km de Mauzé-sur-le-Mignon et à 45 km de La Rochelle.
Aujourd'hui, la route nationale 11 qui relie Niort à La Rochelle, passe à proximité de la commune. En revanche, aucun échangeur n'existe pour accéder directement à la commune. Les principaux points d'accès se situent au niveau de l'échangeur d'Épannes en venant de Niort ainsi qu'au niveau de l'échangeur de Mauzé-sur-le-Mignon en venant de La Rochelle. Par ailleurs, la route départementale 169 traverse la commune.
Prin-Deyrançon fait également partie du Parc naturel régional du Marais poitevin. En effet, l’essentiel de son territoire se trouve dans la partie « marais mouillé » du Marais poitevin.

### Les données hydrographiques
La commune est arrosée par deux cours d'eau ; la Courance, qui coule aux portes du Marais poitevin, et le Mignon qui coule dans sa partie méridionale et se dirige vers le nord-ouest juste avant d'entrer dans le chef-lieu de canton de Mauzé-sur-le-Mignon.

### Communes limitrophes
| Saint-Hilaire-la-Palud         | Le Bourdet          |              |
| Cramchaban (Charente-Maritime) | Prin-Deyrançon      | Épannes      |
|                                | Mauzé-sur-le-Mignon | La Rochénard |

### Hameaux
- Prin-Deyrançon
- Grange
- Deyrançon
- la Crénaudière
- le Champ Gâté
- le Petit Jouet
- le Grand Jouet
- les Fontaines
- la Pièce Franche
- Claigue
- le Fief Bouhet
- le Gué
- Rouches
- la Touche

### Climat
Le climat qui caractérise la commune est qualifié, en 2010, de « climat océanique franc », selon la typologie des climats de la France qui compte alors huit grands types de climats en métropole. En 2020, la commune ressort du type « climat océanique » dans la classification établie par Météo-France, qui ne compte désormais, en première approche, que cinq grands types de climats en métropole. Ce type de climat se traduit par des températures douces et une pluviométrie relativement abondante (en liaison avec les perturbations venant de l'Atlantique), répartie tout au long de l'année avec un léger maximum d'octobre à février.
Les paramètres climatiques qui ont permis d’établir la typologie de 2010 comportent six variables pour les températures et huit pour les précipitations, dont les valeurs correspondent à la normale 1971-2000. Les sept principales variables caractérisant la commune sont présentées dans l'encadré ci-après.
| Paramètres climatiques communaux sur la période 1971-2000 - Moyenne annuelle de température : 12,2 °C - Nombre de jours avec une température inférieure à −5 °C : 1,9 j - Nombre de jours avec une température supérieure à 30 °C : 5,3 j - Amplitude thermique annuelle : 14,5 °C - Cumuls annuels de précipitation : 820 mm - Nombre de jours de précipitation en janvier : 12,4 j - Nombre de jours de précipitation en juillet : 6,6 j |

Avec le changement climatique, ces variables ont évolué. Une étude réalisée en 2014 par la Direction générale de l'Énergie et du Climat complétée par des études régionales prévoit en effet que la  température moyenne devrait croître et la pluviométrie moyenne baisser, avec toutefois de fortes variations régionales. La station météorologique de Météo-France installée sur la commune (rue du Pas Gauthier) et en service de 1983 à 2019 permet de connaître l'évolution des indicateurs météorologiques. Le tableau détaillé pour la période 1981-2010 est présenté ci-après.
| Mois                                  | jan.             | fév.         | mars           | avril           | mai         | juin          | jui.        | août           | sep.          | oct.            | nov.          | déc.             | année      |
| ------------------------------------- | ---------------- | ------------ | -------------- | --------------- | ----------- | ------------- | ----------- | -------------- | ------------- | --------------- | ------------- | ---------------- | ---------- |
| Température minimale moyenne (°C)     | 2,2              | 2            | 3,5            | 5,3             | 9,1         | 11,9          | 13,7        | 13,5           | 10,8          | 8,8             | 4,8           | 2,6              | 7,4        |
| Température moyenne (°C)              | 5,4              | 6,3          | 8,8            | 11              | 14,9        | 18,1          | 20,3        | 20,1           | 17,1          | 13,7            | 8,6           | 5,9              | 12,6       |
| Température maximale moyenne (°C)     | 8,6              | 10,5         | 14,1           | 16,6            | 20,8        | 24,4          | 26,9        | 26,8           | 23,5          | 18,6            | 12,5          | 9,1              | 17,7       |
| Record de froid (°C) date du record   | −17,5 17.01.1987 | −14 09.02.12 | −11,7 01.03.05 | −4,5 21.04.1991 | −1 06.05.19 | 3,5 01.06.11  | 6 16.07.01  | 3,4 31.08.1986 | 0,9 26.09.10  | −5,1 30.10.1997 | −8,6 17.11.07 | −11,5 31.12.1996 | −17,5 1987 |
| Record de chaleur (°C) date du record | 17 31.01.17      | 25 27.02.19  | 27,1 20.03.05  | 30,7 30.04.05   | 34 26.05.17 | 39,4 22.06.03 | 39 19.07.16 | 41,5 09.08.03  | 37,1 03.09.05 | 31 02.10.11     | 23,5 08.11.15 | 19 16.12.1989    | 41,5 2003  |
| Précipitations (mm)                   | 83,3             | 61,3         | 60,2           | 68,7            | 68          | 50,3          | 48,5        | 47,4           | 58,1          | 97,6            | 96,6          | 92,3             | 832,3      |

## Urbanisme

### Typologie
Au 1er janvier 2024, Prin-Deyrançon est catégorisée commune rurale à habitat dispersé, selon la nouvelle grille communale de densité à sept niveaux définie par l'Insee en 2022.
Elle est située hors unité urbaine. Par ailleurs la commune fait partie de l'aire d'attraction de Niort, dont elle est une commune de la couronne,. Cette aire, qui regroupe 91 communes, est catégorisée dans les aires de 50 000 à moins de 200 000 habitants,.

### Occupation des sols
L'occupation des sols de la commune, telle qu'elle ressort de la base de données européenne d’occupation biophysique des sols Corine Land Cover (CLC), est marquée par l'importance des territoires agricoles (94,2 % en 2018), une proportion sensiblement équivalente à celle de 1990 (93,4 %). La répartition détaillée en 2018 est la suivante : 
terres arables (78,1 %), zones agricoles hétérogènes (12,8 %), prairies (3,3 %), zones urbanisées (3,2 %), forêts (1,7 %), zones industrielles ou commerciales et réseaux de communication (0,9 %). L'évolution de l’occupation des sols de la commune et de ses infrastructures peut être observée sur les différentes représentations cartographiques du territoire : la carte de Cassini (XVIIIe siècle), la carte d'état-major (1820-1866) et les cartes ou photos aériennes de l'IGN pour la période actuelle (1950 à aujourd'hui).

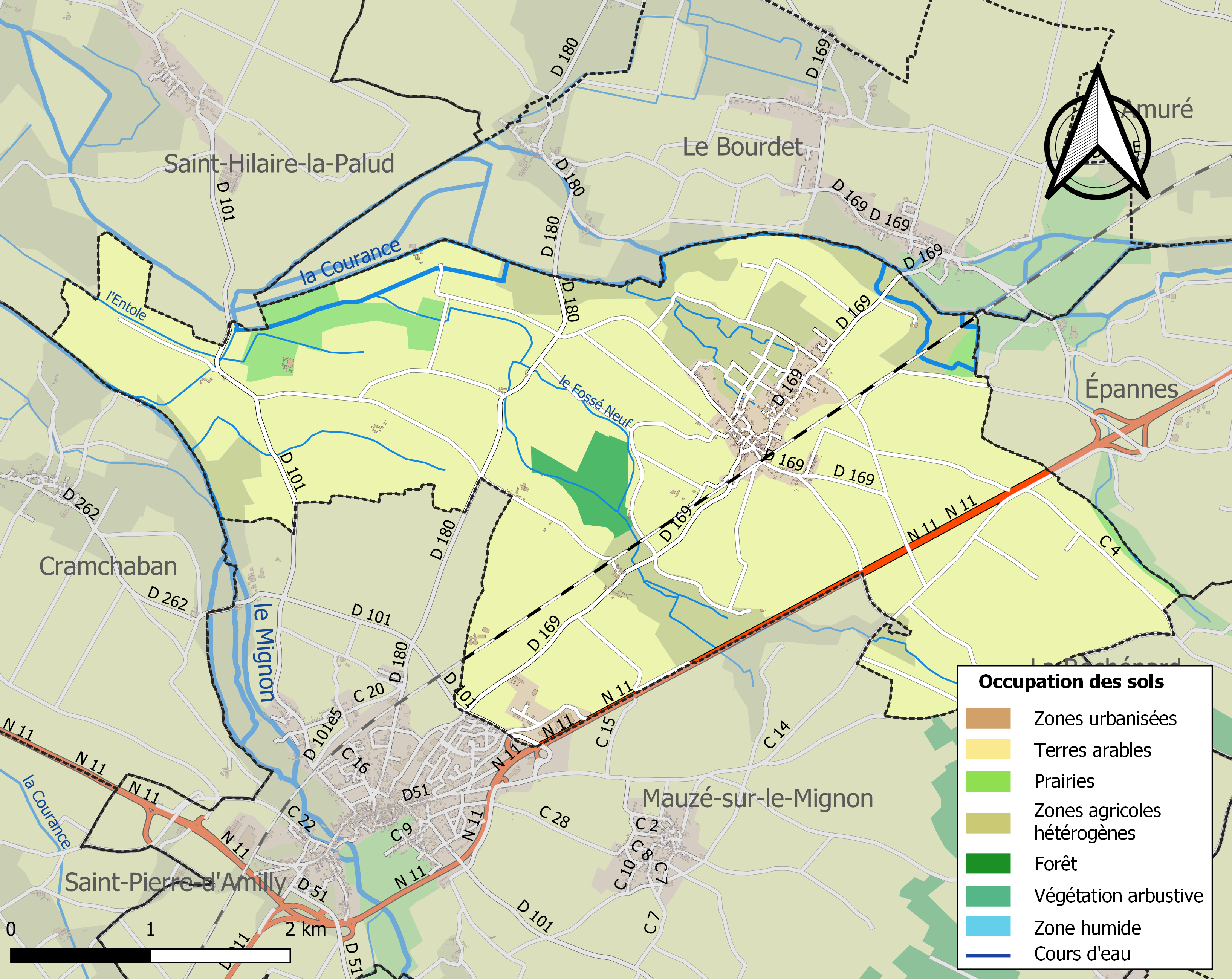
Carte des infrastructures et de l'occupation des sols de la commune en 2018 (CLC).

### Risques majeurs
Le territoire de la commune de Prin-Deyrançon est vulnérable à différents aléas naturels : météorologiques (tempête, orage, neige, grand froid, canicule ou sécheresse), inondations, mouvements de terrains et séisme (sismicité modérée). Il est également exposé à un risque technologique, le transport de matières dangereuses. Un site publié par le BRGM permet d'évaluer simplement et rapidement les risques d'un bien localisé soit par son adresse soit par le numéro de sa parcelle.

#### Risques naturels
Certaines parties du territoire communal sont susceptibles d’être affectées par le risque d’inondation par débordement de cours d'eau, notamment le Mignon et la Courance. La commune a été reconnue en état de catastrophe naturelle au titre des dommages causés par les inondations et coulées de boue survenues en 1982, 1983, 1999 et 2010,.

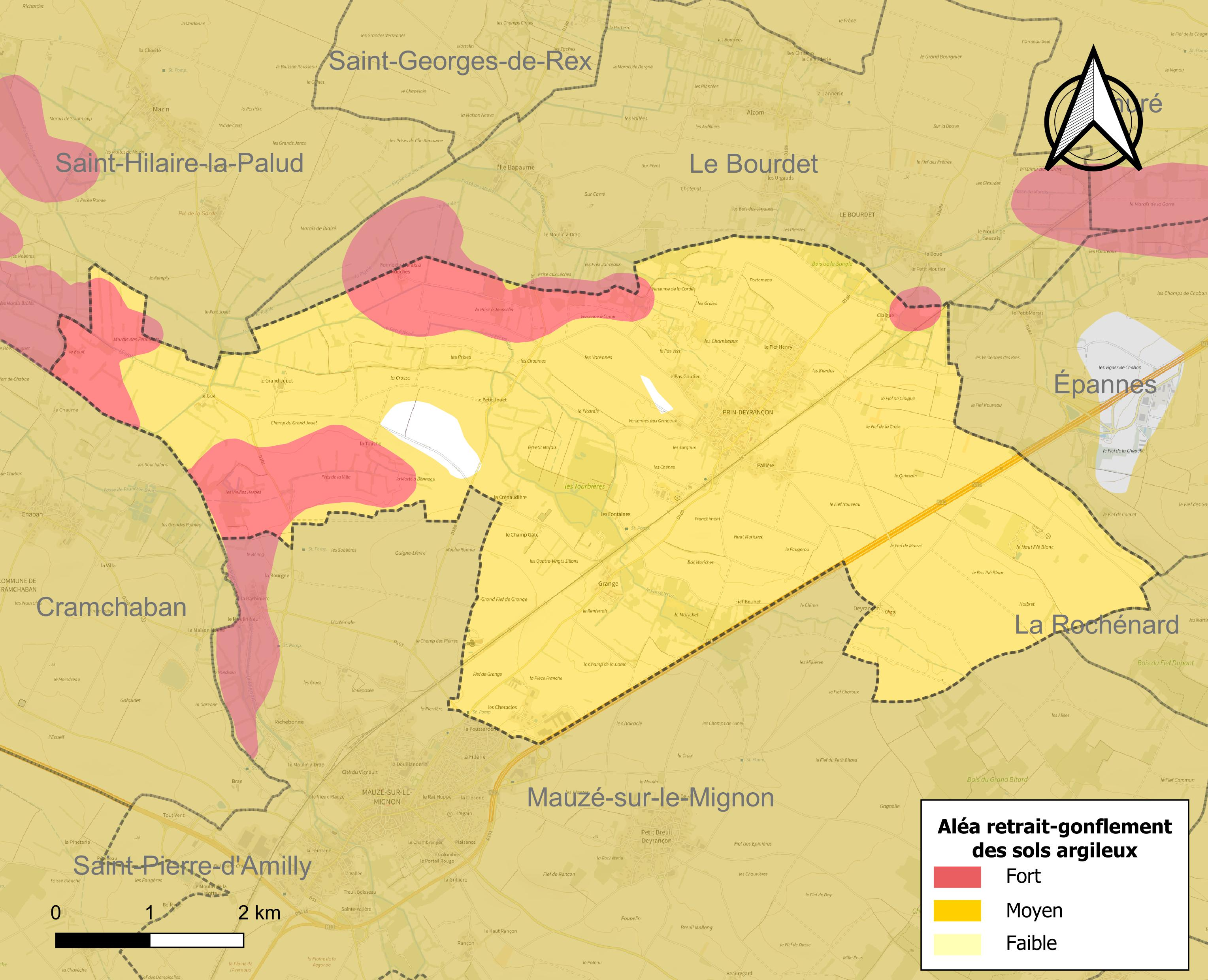
Carte des zones d'aléa retrait-gonflement des sols argileux de Prin-Deyrançon.

Les mouvements de terrains susceptibles de se produire sur la commune sont des tassements différentiels. Le retrait-gonflement des sols argileux est susceptible d'engendrer des dommages importants aux bâtiments en cas d’alternance de périodes de sécheresse et de pluie. 98,5 % de la superficie communale est en aléa moyen ou fort (54,9 % au niveau départemental et 48,5 % au niveau national). Depuis le 1er octobre 2020, en application de la loi ELAN, différentes contraintes s'imposent aux vendeurs, maîtres d'ouvrages ou constructeurs de biens situés dans une zone classée en aléa moyen ou fort,.
La commune a été reconnue en état de catastrophe naturelle au titre des dommages causés par la sécheresse en 1989 et par des mouvements de terrain en 1999 et 2010.

### Logement
Le tableau ci-dessous présente une comparaison de quelques indicateurs chiffrés du logement pour Prin-Deyrançon et l'ensemble des Deux-Sèvres en 2019,.
|                                                                  | Prin-Deyrançon | Deux-Sèvres |
| ---------------------------------------------------------------- | -------------- | ----------- |
| Parc immobilier total (en nombre d'habitations)                  | 282            | 195 568     |
| Part des résidences principales (en %)                           | 87,2           | 86,1        |
| Part des résidences secondaires et logements occasionnels (en %) | 5,7            | 4,8         |
| Part des logements vacants (en %)                                | 7,1            | 9,1         |
| Part des ménages propriétaires de leur logement (en %)           | 76,5           | 69,2        |
| Part des ménages locataires de leur logement (en %)              | 20,1           | 29,6        |
| Part des ménages logés à titre gratuit (en %)                    | 3,4            | 1,2         |

## Toponymie
À l’origine, il y avait deux paroisses constituant deux petites bourgades : Day et Rançon. Chacune ayant son église : Notre-Dame-de-Day et Notre-Dame-de-Rançon. Notre-Dame-de-Day est une église bâtie sur le grand chemin allant de Mauzé à Niort et est dédiée à la Vierge Marie, Beata Maria de Deyest, alias Dayeto. Notre-Dame-de-Rançon (Beata Maria de Ransonio) est quant à elle bâtie le long du chemin qui allait de Mauzé à Mallet (lieu-dit situé non loin). En 1402, le village de Prin se trouvait dans la paroisse de Day et le Petit-Breuil dans la paroisse de Rançon.
Lors des deux siècles suivants, les guerres de Religion font rage et ruinent les deux petites paroisses. Rançon, plus petite et ayant probablement plus souffert, ne se releva pas. Elle fut annexée à celle de Day et ne formèrent plus qu’une seule paroisse qui prit le nom de « Dayrançon » ou « Deyranson ». La date exacte de la formation de cette nouvelle paroisse n’est pas connue. En revanche, quelques documents datant du début du XVIIe siècle font mention de la paroisse « Notre-Dame de Dey et Ranson ».
« Rançon » viendrait de la racine prélatine qui signifie rocher et « Dey » aurait une origine latine signifiant Dieu.
Il faut alors attendre la Révolution pour que la commune de Deyrançon naisse de la fusion des deux hameaux Prin et Le Petit-Breuil, suivant la logique de la fusion des deux paroisses.
Jusqu’en 1856, le chef-lieu de la commune fut le Petit-Breuil. Sur réclamation des habitants de Prin, une mairie est construite près de l’église Notre-Dame-de-Dey pour mettre fin aux querelles d’intérêt entre les deux villages. En 1856, le conseil général de Deux-Sèvres prit un arrêté pour sectionner la commune. Les habitants ont été soumis à un référendum pour le changement de nom et la modification de la commune.
Le 3 juillet 1903, le Conseil d’État a prononcé la scission de la commune de Deyrançon en deux nouvelles communes Prin-Deyrançon et Le Petit-Breuil-Deyrançon.

## Histoire
En 1402, il y avait deux paroisses : Day et Rançon. Elles relevaient de l’élection de Saint-Jean-d’Angély et de la généralité de La Rochelle. Ces dernières fusionnent à la suite des dégâts provoqués par les guerres de religion sur la paroisse de Rançon, qui sera annexée par celle de Day, elle aussi durement touchée.
C'est donc dès le XVIIe siècle que la paroisse de Ranxon (ou Rançon/Ranson selon les écrits) se rattache et dépend de la paroisse de Dey. D'après les archives, on sait qu'une métairie et un cimetière se situaient à proximité de l'église. Au fil du temps, les parcelles cadastrales concernées furent vendues à de nombreux propriétaires différents. Ces dernières contenaient ainsi le cimetière progressivement désaffecté ainsi que quelques ruines de l'ancienne église. La métairie, quant à elle, a su traverser les époques. Bien qu'ayant subi de multiples transformations, il est encore possible de la voir aujourd'hui au lieu-dit Rançon, sur la commune de Mauzé. Certains vestiges de l'église et d'autres bâtiments d'époque peuvent être encore visibles et discernables.
En 1675, la terre de Deyrançon appartenait à M. le Marquis de Villette. Dix ans plus tard, MM. Danzé et d’Epanès en étaient seigneurs. Il y avait également dans la paroisse plusieurs petits fiefs, dont le plus important était celui de Grange, possédé alors par la famille de Ranques, de noblesse échevinale de La Rochelle. Historiquement, la seigneurie de Grange et de Prin fut d’abord propriété de la famille des Caulnis. La famille de Ranques arriva à la fin du XVIe siècle, lors du mariage d’Antoine de Ranques avec Anne de Caulnis en 1578. Cette dernière était l’arrière-petite-fille de Guillaume de Caulnis, seigneur du Chaillou et de Jeanne de Brie, dame de Grange. Les de Ranques demeurèrent seigneurs de Grange jusqu’au début du XVIIIe siècle. À cette époque, la terre de Grange appartenait à Hector Henri de Ranques, seigneur de Grange et de Péré, qui légua ce domaine à sa fille Marie Henriette. Celle-ci épousa Antoine Rolland, chevalier, seigneur de la Poussarderie et de Beauregard, capitaine d’infanterie au régiment d’Abadie. Au moment de la Révolution française, les Rolland étaient encore maîtres de Grange. Jacques Arnaud de Rolland émigra en 1792 et rentra en France avec les Bourbon. En 1817, il siégeait au Conseil de Préfecture, puis en 1824, il fut nommé juge de paix du canton de Mauzé.
Après la Révolution, la nouvelle commune de Deyrançon devenait alors la commune la plus vaste du département avec près de 32 km². Elle regroupait deux villages (Prin et Le Petit-Breuil), 26 hameaux (dont Grange) et plusieurs fermes.
À cette époque, Grange abritait une source d'eau inépuisable. Les eaux de cette fontaine étaient incroyablement limpides et on leur attribuait des propriétés fébrifuges. Autrefois, de très nombreuses personnes faisaient longue route pour boire cette eau.
Elle fut également beaucoup exportée dans tout le centre-ouest de la France : Bordeaux, Saintes, Saint-Jean-d'Angely, la Rochelle et Rochefort.
Tout au long du XIXe siècle, une forte rivalité s’installe entre les habitants du marais tourbeux (Prin) et de la plaine viticole (Le Petit-Breuil). La mairie est ingouvernable, si bien que Le Petit-Breuil devient chef-lieu de la commune en 1856. Pour mettre fin aux querelles, les Prinois réclament l’année suivante la construction à Dey d’une mairie et d’une école.
À la fin du XIXe siècle, de nombreuses maisons tombant en ruines furent abandonnées. Un à un, les artisans allèrent s’installer dans l’un des deux principaux villages, où la clientèle était plus nombreuse. Les enfants des hameaux éloignés ne pouvant fréquenter régulièrement l’école, celle-ci fut supprimée en 1883. Deux nouvelles écoles ouvrirent alors, l’une au Petit-Breuil, l’autre à Prin.
En 1903, par arrêté du Conseil d’État, Deyrançon est divisée en Prin-Deyrançon et Le Petit Breuil-Deyrançon avec usage commun de l’église et du cimetière de Notre-Dame-de-Dey qui matérialisent aussi la frontière territoriale entre les deux nouvelles communes.
Le jeudi 7 janvier 1907, il sera procédé, à l’hôtel de la préfecture, par M. le Maire de Prin-Deyrançon M. Morisset Louis, assisté de deux conseillers municipaux, du receveur de la commune et de M. Mercier, agent voyer à Mauzé, auteur du projet, à l’adjudication d’une mairie.
En 1971 est concrétisé le projet de rattachement du Petit-Breuil à Mauzé-sur-le-Mignon. L’église de Deyrançon est depuis rattachée à Mauzé et à Prin.
Aujourd’hui, Prin-Deyrançon est un magnifique village situé entre Niort et La Rochelle et arrosé par 12 km de cours d’eau. Il fleure bon la campagne et invite à de longues promenades dans sa proche plaine et à la visite de l’église romane Notre-Dame-de-Dey rappelant la ferveur religieuse de ceux qui cultivaient ces terres riches et fertiles.

### La Fraise de Prin

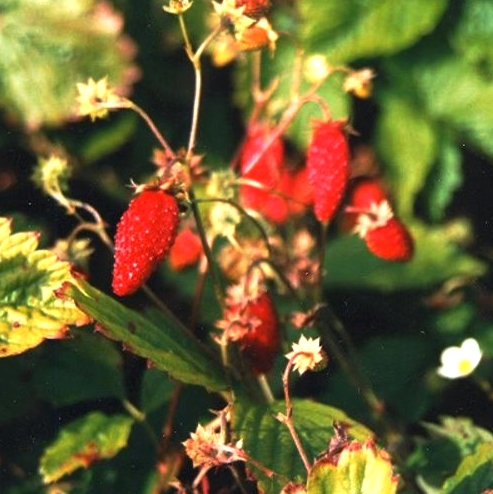
Fraise de Prin

La fraise de Prin (ou Quarantaine de Prin) est une fraise des bois minuscule, produite sur la commune, et tire son parfum inimitable du pourtour des tourbières alcalines des marais où on la cultivait autrefois. Le terme "Quarantaine" provient du fait que les plants donnait des fraises pendant 40 jours de suite.
Au XIXe siècle, le village de Prin était axée sur la culture viticole. Dès 1880, le phylloxéra a décimé toutes les exploitations de vigne de la région. Les habitants se sont donc tournés vers l'exploitation de cette fraise.
À la fin du XIXe siècle et au début du XXe siècle, beaucoup de familles consacraient un lopin de terre à la culture de la fraise des bois (fraise de Prin). Les femmes de la commune les ramassaient minutieusement pour dix centimes de francs par panier. Les fraises partaient ensuite vers Paris par la gare jusqu'aux Halles.
Elles étaient généralement servies dans des grands restaurants sous le nom de "fraises des rois", accompagnées de Champagne et d'autres mets raffinés provenant de toute la France.
Durant ces dernières années, il ne restait qu'une seule personne qui la cultivait. Actuellement, certains maraîchers et particuliers la cultivent et perpétuent la production de cette fraise ayant marqué son temps.

### Les Tourbières
Environ 1 800 hectares des marais de Prin-Deyrançon sont recouverts d'une terre noire, légère et combustible: la tourbe. La couche est parfois si épaisse qu'elle a pu faire l'objet de vastes carrières, les tourbières, qui évoluent après exploitation vers le comblement et le boisement, formant un milieu impénétrable de bois marécageux.
L'exubérance de leur végétation et la mouvance de leur sol spongieux, gorgé d'eau, expliquent la fascination depuis toujours exercée par les tourbières. Entourées de mystères, elles ont nourri bien des légendes comme celle de le Fontaine d'Argent au Bourdet : n'ayant pas résisté à la tentation de s'y aventurer, une marquise aurait été engloutie avec carrosse et chevaux.
Dès 1818, la tourbe est exploitée dans la région de Mauzé à l'usage des bouilleurs de cru. L'exploitation est ensuite reprise après la Première Guerre mondiale, par un ancien cheminot. Cette tourbe, découpée en briques à l'aide du "petit louchet", était séchée à l'air libre puis vendue à la compagnie de chemin de fer. Plusieurs tourbières ont alors été ouvertes à Grange.
La commune possède deux principales tourbières : la tourbière des "Vieilles Herbes" et la Tourbière de "Grange" (toutes les deux à environ 2 kilomètres du bourg). Elles contiennent d'anciens sites d'extraction de tourbe de chauffage laissés peu à peu à l'abandon. Aujourd'hui, ce ne sont plus que des étangs et des fossés.

### Église Notre-Dame de Dey

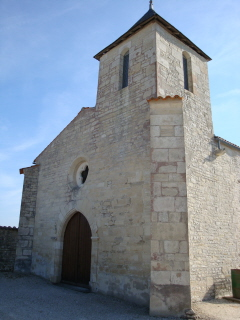
Façade de l'église.

L'église romane Notre-Dame est située à Dey, au sud du bourg de Prin-Deyrançon. Cet édifice modeste et isolé est entouré par son cimetière. L'église Notre-Dame a été remaniée de nombreuses fois au cours des siècles. Son origine pourrait remonter au XIIe siècle. Elle est située dans une plaine, au cœur d'une enceinte fortifiée fait de murs épais et de tours à meurtrières. La présence d'une telle enceinte s'explique certainement par son ancienne vocation d’étape jacquaire située entre le Poitou et l’Aunis.
L'église de Deyrançon est très ancienne : elle a conservé une travée romane avec des chapiteaux sculptés. On y voit le prophète Daniel assis, les pieds léchés par des lions et la Luxure mordue au sein par des serpents et aux mains par des démons.
À la suite de très nombreux incendies successifs pendant les guerres de Religion au XVIe siècle, l'église fut très endommagée. Elle a été reconstruite sous le nom de Notre-Dame de Dey au moment de la réunion des prieurés de Dey et de Rançon par une équipe de jeunes européens grâce aux matrices du cadastre napoléonien de 1811. En entrant, on constate que la nef suit une ligne trois fois brisée, peut-être parce que la reconstruction s'est faite progressivement en l'absence de plan d'ensemble.
Le dallage comprend de nombreuses pierres tombales dont beaucoup ne sont malheureusement plus lisibles. On connaît le nom de personnes inhumées dans l'église à partir d'un relevé des registres paroissiaux établi pour la période allant de 1628 à 1770 mais avec un certain nombre de lacunes. On remarque surtout la belle dalle située à l'entrée de l'église. C'est celle de Jacques-Antoine Rolland, chevalier, seigneur de Grange, la Goupillère et autres lieux mort le 23 septembre 1777. Quelques années auparavant, il avait déclenché un très long conflit avec les habitants de Prin-Deyrançon en les empêchant de faire paître leurs animaux dans les marais sur lesquels ils estimaient posséder un droit de pacage. L'entretien de l'église n'a pas été assuré régulièrement. On sait, par exemple, que le 27 mai 1712, les habitants de la paroisse ont été réunis en assemblée générale à l'issue de la grand-messe. Le prieur-curé, Messire Louis Tercenier, prêtre, docteur en théologie, leur a rappelé que l'église avait besoin de réparations très urgentes. Depuis plusieurs années, il leur avait fait des remontrances et le dernier hiver venait d'aggraver la situation. La couverture était tellement endommagée qu'il pleuvait dans l'église. Aux reproches qui leur étaient faits, les habitants répondaient que la dureté des temps ne permettait pas d'engager les dépenses nécessaires aux réparations. L'état de la paroisse est connu par le procès-verbal d'une assemblée générale tenue quelques années plus tôt – le 14 juin 1704.
Le syndicat et les habitants font, en particulier, remarquer que la paroisse, très étendue, est frappée d'une grosse taille et que plus de la moitié des terres appartiennent à des habitants de paroisses voisines alors que ceux de Dey n'y possèdent rien.
Quoi qu'il en soit, en 1860, le doyen de Mauzé-sur-le-Mignon écrit à l'évêque que l'église est très convenable : les toitures ont été refaites, une sacristie a été aménagée et des travaux ont été réalisés au presbytère.
En 1912, quand le curé Louis Rimbault quitte Dey après y être resté 45 ans, il ne reste que deux vieillards qui doivent aller habiter Prin. Bientôt, le hameau ne sera plus qu'un lieu de silence et de recueillement. Après son départ, le curé du Bourdet qui célèbre la messe et assure le catéchisme écrit au vicaire général que l'église a un besoin urgent de réparations.
Dès 1901, le conseil municipal de Deyrançon avait décidé de vendre la mairie, l'école et leurs dépendances pour financer les frais de la division de la commune. Les deux nouvelles communes ont mis le presbytère en vente en 1920.
Isolés du reste du bourg, l'église et son cimetière sont situés tout près de la Route nationale 11. Un petit parc est situé de l'autre côté de l'église.

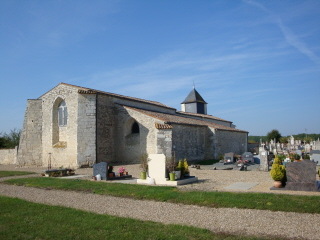
Le cimetière.
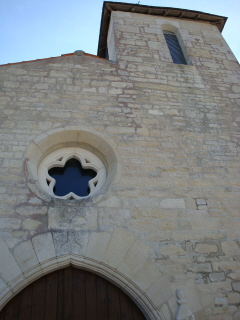
Le clocher.

### Ancien camp de prisonniers

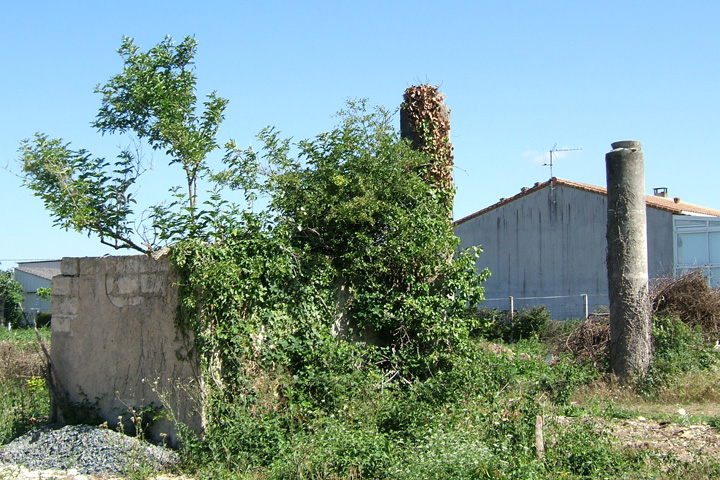
Vestige du camp de prisonniers.

À l'emplacement de l'observatoire astronomique de Prin-Deyrançon se trouve un ancien camp d'internement français construit sur ordre des Allemands datant de la Seconde Guerre mondiale. Des habitants réquisitionnés ont contribué malgré eux à sa création, certains se sont par la suite engagés dans la Résistance.
On y distingue encore la guérite, ainsi que les fondations des baraquements, les ruines d'une chapelle, et une cave qui aurait servi au stockage.
La proximité de la gare de Prin-Deyrançon facilitait les transferts de prisonniers. Lors de la reprise de la poche de La Rochelle par la Résistance, les Allemands y furent à leur tour internés, après le sabotage de la ligne de chemin de fer Niort-La Rochelle,.
Ce « dépôt » comptait 3 900 prisonniers et portait le n° 93, voir : Camps en France pendant la Seconde Guerre mondiale.
L'histoire de ce camp est relatée dans un film réalisé par M. Étienne SERVANT.

### Laiterie Coopérative
Créée en 1892, la laiterie coopérative était située près du village de Deyrançon et à environ 40 mètres de la gare de Prin-Deyrançon. Le nombre de ses sociétaires était, en 1895, de 91.
Les bâtiments ont été spécialement aménagés car ils sont composés d'une chambre pour la machine, d'une salle pour la fabrication du beurre, d'un bureau et d'un magasin renfermant les objets nécessaires aux besoins de l'usine.
La laiterie comprenait également des greniers, des quais, des hangars ainsi que des citernes. Elle disposait de nombreux matériels tels qu'une machine de force de 5 chevaux, 2 écrémeuses de la société Laval ayant chacune un débit de 350 litres à l’heure, une baratte danoise, un malaxeur, un bassin à lait et deux à petit lait, un réchauffeur, un réservoir à eau froide, 12 bidons et 6 bacs à crème.
Les vaches qui fournissaient le lait étaient en grande partie de race Parthenaise. Leur alimentation se composait essentiellement de foin naturel et artificiel et de son mélangé avec des betteraves.

### Le Moulin à blé Jousselin
Au hameau du Petit Jouet se trouve un moulin à blé reconstruit en 1900 en minoterie pour Gaston Jousselin, ancien contremaître des propriétaires de la minoterie de Mauzé-sur-le-Mignon de l’époque.
En raison de nombreuses difficultés liées au transport des blés et de la farine, la minoterie a très tôt cessé son activité. Elle est actuellement transformée en logement. En 1906, la chute d’eau de 2,79 mètres de haut faisait mouvoir une roue développant une puissance de 3 chevaux.

## Politique et administration
| Période        | Période               | Identité         | Étiquette | Qualité     |
| -------------- | --------------------- | ---------------- | --------- | ----------- |
| septembre 1903 | juin 1911             | Louis Morisset   |           |             |
| juin 1911      | mai 1912              | Philippe Menant  |           |             |
| mai 1912       | octobre 1944          | Omer Frouin      |           |             |
| octobre 1944   | mars 1965             | Louis Ovide      |           |             |
| mars 1965      | mars 1971             | Louis Guyon      |           |             |
| mars 1971      | août 1974             | Edmond Morisset  |           |             |
| août 1974      | mars 1977             | Pierre Cagnoux   |           |             |
| mars 1977      | mars 1983             | Alphonse Bardet  |           |             |
| mars 1983      | mars 1989             | Pierre Cagnoux   |           |             |
| mars 1989      | mars 1995             | Jacques Morisset | UMP       | Agriculteur |
| mars 1995      | avril 2001            | Gisèle Morisset  |           |             |
| avril 2001     | avril 2003            | Michel Servant   |           |             |
| avril 2003     | réélu en 2008 et 2014 | Jacques Morisset | UMP       | Agriculteur |
| mai 2020       | 2026                  | Olivier d'Araujo |           |             |

## Population et société

### Démographie

#### Évolution démographique
Entre 1650 et la Révolution, quelques archives mentionnent environ 5 âmes par feu ainsi que 160 feux de moyenne à cette époque. La population devait donc avoisiner les 800 habitants.
Le tableau et le diagramme ci-dessous, reprennent les données de la commune Deyrançon jusqu'en 1903.
L'évolution du nombre d'habitants est connue à travers les recensements de la population effectués dans la commune depuis 1793. Pour les communes de moins de 10 000 habitants, une enquête de recensement portant sur toute la population est réalisée tous les cinq ans, les populations de référence des années intermédiaires étant quant à elles estimées par interpolation ou extrapolation. Pour la commune, le premier recensement exhaustif entrant dans le cadre du nouveau dispositif a été réalisé en 2006.

En 2022, la commune comptait 597 habitants, en évolution de −2,13 % par rapport à 2016 (Deux-Sèvres : +0,18 %, France hors Mayotte : +2,11 %).
| 1793 | 1800 | 1806  | 1821 | 1831 | 1836  | 1841  | 1846  | 1851  |
| ---- | ---- | ----- | ---- | ---- | ----- | ----- | ----- | ----- |
| 783  | 953  | 1 078 | 963  | 978  | 1 008 | 1 041 | 1 080 | 1 096 |

| 1856  | 1861  | 1866  | 1872  | 1876  | 1881  | 1886 | 1891 | 1896 |
| ----- | ----- | ----- | ----- | ----- | ----- | ---- | ---- | ---- |
| 1 044 | 1 110 | 1 117 | 1 039 | 1 063 | 1 039 | 979  | 892  | 916  |

| 1901 | 1906 | 1911 | 1921 | 1926 | 1931 | 1936 | 1946 | 1954 |
| ---- | ---- | ---- | ---- | ---- | ---- | ---- | ---- | ---- |
| 866  | 479  | 534  | 509  | 506  | 473  | 455  | 417  | 472  |

| 1962 | 1968 | 1975 | 1982 | 1990 | 1999 | 2006 | 2011 | 2016 |
| ---- | ---- | ---- | ---- | ---- | ---- | ---- | ---- | ---- |
| 479  | 443  | 451  | 462  | 436  | 459  | 541  | 618  | 610  |

| 2021 | 2022 | - | - | - | - | - | - | - |
| ---- | ---- | - | - | - | - | - | - | - |
| 598  | 597  | - | - | - | - | - | - | - |

Les recensements réels de la commune ont donc été effectués en 2006, 2011, 2016, etc. Les autres dates de « recensements » (comme 2009, etc.) sont des estimations légales.

#### Pyramide des âges
La population de la commune est relativement jeune.
En 2018, le taux de personnes d'un âge inférieur à 30 ans s'élève à 37,1 %, soit très en dessous de la moyenne départementale (31,9 %). À l'inverse, le taux de personnes d'âge supérieur à 60 ans est de 22,3 % la même année, alors qu'il est de 29,9 % au niveau départemental.
En 2018, la commune comptait 292 hommes pour 312 femmes, soit un taux de 51,65 % de femmes, légèrement supérieur au taux départemental (51,05 %).
Les pyramides des âges de la commune et du département s'établissent comme suit.
| Hommes | Classe d’âge | Femmes |
| ------ | ------------ | ------ |
| 0,4    | 90 ou +      | 1,0    |
| 5,9    | 75-89 ans    | 7,6    |
| 15,3   | 60-74 ans    | 14,4   |
| 18,4   | 45-59 ans    | 16,3   |
| 23,9   | 30-44 ans    | 22,6   |
| 15,2   | 15-29 ans    | 13,3   |
| 20,9   | 0-14 ans     | 24,9   |

| Hommes | Classe d’âge | Femmes |
| ------ | ------------ | ------ |
| 1,1    | 90 ou +      | 2,5    |
| 8,6    | 75-89 ans    | 11,1   |
| 18,8   | 60-74 ans    | 19,5   |
| 20,9   | 45-59 ans    | 20,4   |
| 17,3   | 30-44 ans    | 17     |
| 15,6   | 15-29 ans    | 13,3   |
| 17,7   | 0-14 ans     | 16,2   |

### Enseignement
Prin-Deyrançon dispose d'une école primaire en regroupement pédagogique avec Le Bourdet ainsi que d'une garderie péri-scolaire.

### Manifestations culturelles et festivités
- Un marché de Noël a lieu tous les ans en décembre.
- Chaque année, la commune célèbre la fête nationale du 14 Juillet.
- Téléthon de Mauzé  : téléthon du canton qui a lieu tous les ans.
- Cours de Yoga tous les mercredis et cours de Qi gong tous les jeudis.

### Sports
- Prin-Deyrançon dispose de nombreux parcours pour VTT.

### Divers
- La commune de Prin-Deyrançon possède quelques plantations de truffe et d'angélique. Un marché aux truffes est organisé tous les ans.
- Déchetterie près de La Rochénard.
- Club canin "Prin'temps Canins".

## Économie
La commune possède une zone industrielle "Les Chéracles" (zone ecobois) et une activité agricole qui regroupe douze exploitations. Ces dernières apportent leurs déchets à une unité de méthanisation ouverte en 2018, qui utilise le biogaz produit pour en tirer électricité et chaleur. Elle a notamment été financée par une opération de financement participatif sur la plateforme Enerfip en 2017.
La zone industrielle des Chéracles s'étendra sur les communes de Prin-Deyrançon et de Mauzé-sur-le-Mignon. Près de 9 hectares sur la commune de Prin-Deyrançon, en périphérie de Mauzé-sur-le-Mignon. La partie dépendant de Prin-Deyrançon aura un potentiel d’accueil de quelques dizaines d'entreprises à vocation artisanales, tertiaires, de commerces dédiés à l’activité économique du site. L'aménagement de la zone fait partie de la feuille de route de l’Agglo qui rassemble les orientations de ses actions jusqu’à l’horizon 2030.
Prin-Deyrançon dispose également d'un bar-tabac-restaurant nommé Le Prin Gourmand.

## Culture locale et patrimoine

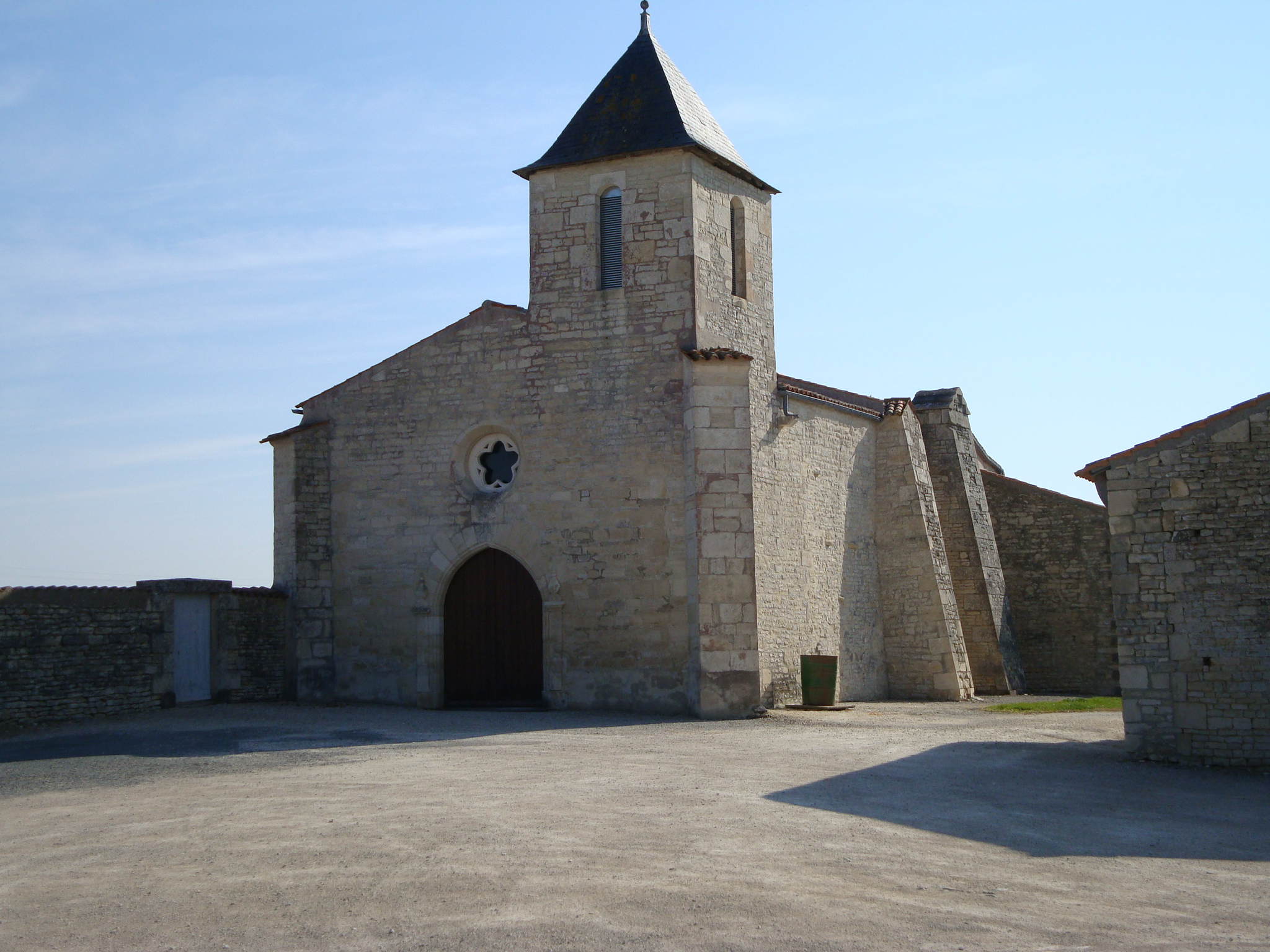
Église Notre-Dame de Dey

### Lieux et monuments
En plus de l'église romane et de l'ancien camp de prisonniers, Prin-Deyrançon dispose également de :
- Plusieurs lavoirs
- Église Notre-Dame de Dey
- Silot à grain (non utilisé)
- Un monument aux morts situés sur la place du bourg
- Le logis de Grange[40] autrefois demeure de la seigneurie, a été maintes fois remanié au cours des temps. Le bâtiment actuel date vraisemblablement du XVIIIe siècle. Cette demeure bourgeoise présente une vaste façade, étroite, dont les extrémités sont surhaussées par de petits toits en pavillon. La cour d’entrée s’ouvre sur les dépendances.
- La ferme du Gué[41] (culture de l'angélique)
- La gare de Prin-Deyrançon[42], sur la commune de Prin-Deyrançon (Deux-Sèvres), est ouverte le 7 septembre 1857 par la Compagnie du chemin de fer de Paris à Orléans. Elle est située sur la ligne Poitiers - La Rochelle - Rochefort.
- Observatoire et le club d'astronomie de la Lyre, créé en 1978
- 5 arbres classés arbres remarquables des Deux-Sèvres (févier, if, micocoulier et 2 platanes).

### Équipements sportifs et culturels
La commune disposait auparavant d'un stade nommé Marcel Canteau qui était utilisé par l'ancien club de football Prin-Épannes. Étant très peu utilisé et quelque peu à l'abandon, la mairie y a implanté une nouvelle salle des fêtes afin de remplacer le Foyer Rural vieillissant (actuellement fermé et étude en cours pour déconstruction).
Cette nouvelle salle des fêtes de 200m², dispose de nombreux équipements permettant d'accueillir tous types d'événements. La salle est dotée de matériaux et de panneaux acoustiques afin de limiter grandement les nuisances.

### Galerie

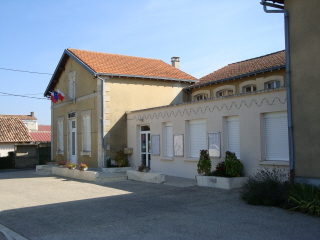
La mairie.
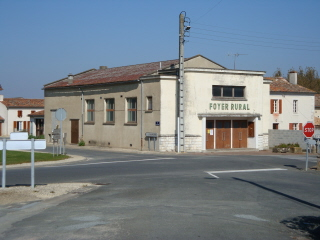
Le Foyer Rural.
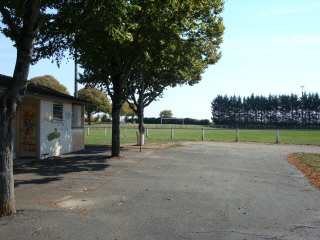
Le stade avant la construction de la nouvelle salle des fêtes.
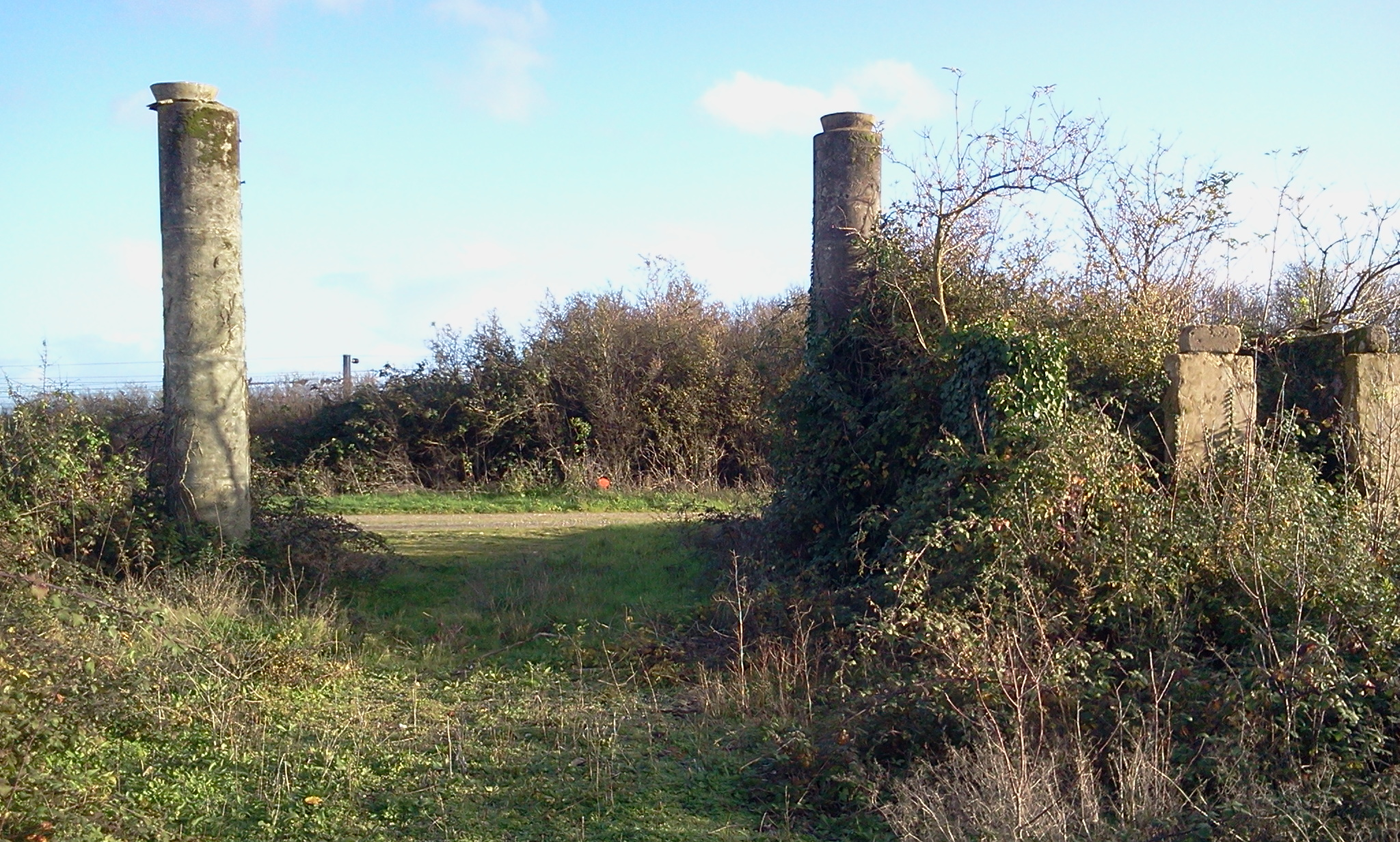
Entrée de l'ancien camp de prisonniers.

### Personnalités liées à la commune
- Famille Frouin-Panier : exploitants de la fraise de Prin au début du siècle dernier, expédiée depuis la gare par le rail et vendue sur les marchés de Paris.
- Hippolyte Gentil : né le 29 décembre 1848 au logis de Prin, commune de Deyrançon (Deux-Sèvres), décédé le 8 septembre 1935 à Niort (Deux-Sèvres).